# 1991年至1992年香港甲組足球聯賽
1991–92年香港甲組足球聯賽（英語：Hong Kong First Division Football League），是第 81 屆香港甲組足球聯賽，本屆聯賽共有 10 隊參賽球隊，冠軍是南華，他們以 18 場 15 勝 1 和 2 合共取得 46 分。南華隊第 34 次贏得港甲冠軍。

## 外部連結
- 香港足球總會官網（页面存档备份，存于）
- 香港甲組足球聯賽 歷屆冠軍（页面存档备份，存于）